# US-amerikanische Farbfilme in WarnerColor
Die Liste der US-amerikanischen Farbfilme in WarnerColor führt alle abendfüllenden Spielfilme unabhängiger Filmproduktionsgesellschaften auf, deren Farbaufnahmen auf Eastman Color von Eastman entstanden und unter der Bezeichnung WarnerColor liefen.

## Filmliste
- 1953: Das Kabinett des Professor Bondi (House of Wax)
- 1953: Man nennt mich Hondo (Hondo)
- 1954: Es wird immer wieder Tag (The High and the Mighty)
- 1954: Gala-Premiere (Ring of Fear)
- 1954: Grossrazzia (Dragnet)
- 1954: Ritter der Prärie (The Bounty Hunter)
- 1954: Ein neuer Stern am Himmel (A Star Is Born)
- 1954: Der einsame Adler vom Last River (Drum Beat)
- 1954: Spur in den Bergen (Track of the Cat)
- 1954: Der silberne Kelch (The Silver Chalice)
- 1955: Land der Pharaonen (Land of the Pharaohs)
- 1955: Keine Zeit für Heldentum (Mister Roberts)
- 1955: Es geschah in einer Nacht (Pete Kelly’s Blues)
- 1955: Der gelbe Strom (Blood Alley)
- 1955: Ihr sehr ergebener… (Sincerely Yours)
- 1955: Blutige Strasse (Hell on Frisco Bay)
- 1955: Verdammt zum Schweigen (The Court-Martial of Billy Mitchell)
- 1956: Der weisse Reiter (The Lone Ranger)
- 1956: Satellite in the Sky
- 1956: Der Siebente ist dran (Seven Men from Now)
- 1956: Einst kommt die Stunde (Toward the Unknown)
- 1956: Giganten (Giant)
- 1957: Herrscher über weites Land (The Big Land)
- 1957: Lindbergh: Mein Flug über den Ozean (The Spirit of St. Louis)
- 1958: Durchbruch bei Morgenrot (The Deep Six)
- 1958: Die Liebe der Marjorie Morningstar (Marjorie Morningstar)
- 1958: Der alte Mann und das Meer (The Old Man and the Sea)